# 孫得功
孫得功（?—?），明末降清将领，隶镶白旗。

## 传记
孫得功起初在明朝任中军游击，隶属于广宁巡抚王化贞，王化贞非常依靠他。努尔哈赤圍西平堡，劉渠等赴援，孫得功跟随他们。渠等戰死，得功暗中納款於努尔哈赤，还说師已薄城，城人驚潰。化貞走入關，得功與黃進、千總郎紹貞、陸國志等，率士民出城東三里望昌岡，具乘輿，設鼓樂，執旗張蓋，迎努尔哈赤入駐巡撫署，士民皆夾道俯伏呼萬歲。時天命七年（ 1622年）正月庚申，月之二十四日也。努尔哈赤授孫得功游擊，隸鑲白旗，轄降眾，移駐義州。
天聰六年（1632年）十月，孫得功疏言：「上命修城，天寒土凍，徒勞民力而不能堅固，請俟春融。又上發帑畀官兵市布製冬衣，官已足用，兵人給銀五錢六分，得布不足以為衣，乞恩使人得市布一二疋，官兵均霑上澤。」七年四月，又疏言：「禁淡巴菰，令未能行。步兵皆用火器，尤宜申諭戒革。上令民輸糧，因禁百穀不得入市，貧民無所得食，則宜任民便。」八年，追敘孙得功廣寧的功劳，授三等梅勒章京。不久就死了，以其子孫有光襲。漢軍旗制定，改隸正白旗。以從克前屯衛、中後所及順治年间討伐姜瓖有功，並遇恩詔，進三等精奇尼哈番。卒。
乾隆初，定封一等男。

## 家庭
长子：孫有光
次子：孙思克